# Proteína ribosómica S20

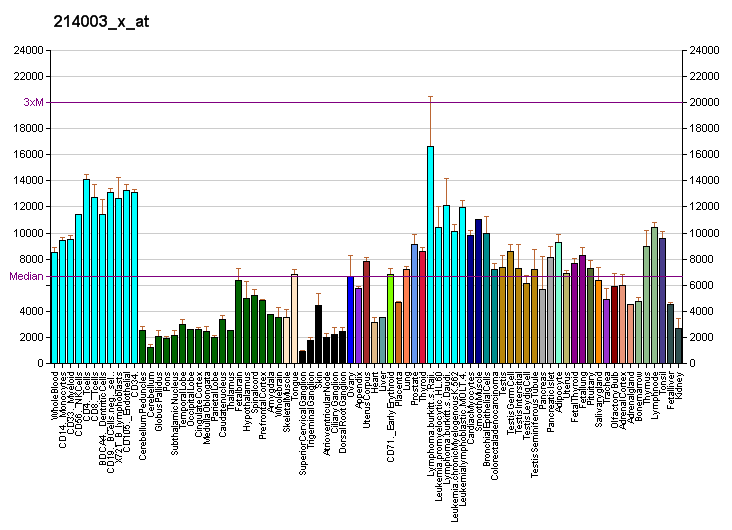
Gráfica

La proteína ribosómica S20 es una proteína que en humanos se encuentra en la subunidad pequeña 40S y está codificada por el gen RPS20 del locus 8q12.1 del cromosoma 8 (humano).
Los ribosomas citoplasmáticos, son los orgánulos que catalizan la síntesis de proteínas, constan de una subunidad pequeña 40S y una subunidad grande 60S. Juntas, estas subunidades están compuestas por 4 especies de ARN y aproximadamente 80 proteínas estructuralmente distintas.
Este gen RPS20 codifica una proteína ribosómica que es un componente de la subunidad pequeña 40S. La proteína pertenece a la familia S10P de proteínas ribosómicas. Está ubicada en el citoplasma. Este gen se co-transcribe con el gen U54 de ARN nucleolar pequeño, que se encuentra en su segundo intrón.

Como es típico para los genes que codifican proteínas ribosómicas, existen múltiples pseudogenes procesados de este gen, dispersos a través del genoma.